# Maurice Quaghebeur
Maurice Charles Quaghebeur (Oostende, 2 april 1911 - 16 oktober 1975) was een Belgisch volksvertegenwoordiger voor de Liberale partij.

## Levensloop
Quaghebeur was gehuwd met X. Desmedt.
Hij promoveerde tot doctor in de rechten en licentiaat in het notariaat en werd in 1943 notaris in Oostende, wat hij bleef tot aan zijn dood. Zijn zoon Maurice Henri Quaghebeur volgde hem op van 1975 tot 2006.
Op het politieke vlak werd Quaghebeur in 1944 raadslid van de Oostendse Commissie voor Openbare Onderstand en was er van november 1945 tot juli 1952 voorzitter van.
Vanaf 1946 was hij gemeenteraadslid van Oostende en in juli 1952 werd hij schepen voor sport, toerisme en feesten, wat hij bleef tot in 1959.
Hij vervangt vanaf 7 juli 1959 de overleden Adolphe Van Glabbeke in de Kamer van volksvertegenwoordigers voor het arrondissement Oostende en vervulde dit mandaat tot in 1961. Bij de verkiezingen van 1961 werd hij niet gekozen als lijsttrekker en kwam op met een dissidente liberale lijst. Daardoor raakte in West-Vlaanderen in 1961 geen enkele liberaal verkozen. 
Hij was verder nog:
- speler, voorzitter en erevoorzitter van voetbalclub KVGO,
- voorzitter van de liefdadigheidskring Cercle Coecilia, inrichter van het jaarlijkse Bal du rat mort in het Kursaal,
- lid van het beheerscomité van het Rode Kruis Oostende,
- lid van de raad van bestuur van de Stichting Wante,
- lid van de raad van bestuur van de Stichting Godtschalck.